# Siniša Belamarić
Siniša Belamarić (Sebenico, 12 febbraio 1947) è un pallanuotista jugoslavo.
Ha partecipato alle Olimpiadi estive del 1972 e del 1976.
Con la calottina del Partizan Belgrado vinse tre edizioni della Coppa dei Campioni ed altrettanti campionati e coppe di Jugoslavia.